# Виноградов, Владислав Владимирович
Владислав Владимирович Виноградов (род. 16 февраля 1961 года в г. Красноводск Туркменской ССР, СССР) — российский учёный, политик, депутат Государственной Думы I созыва, депутат Астраханского областного Представительного собрания, депутат Государственной думы Астраханской области, вице-мэр Астрахани, исполняющий обязанности начальника управления по внутренней политике администрации губернатора Астраханской области, кандидат философских наук.

## Биография
С 1978 по 1983 год учился в Саратовском ордена Трудового Красного Знамени государственном университете им. Н. Г. Чернышевского, в 1983 году с отличием окончил исторический факультет университета. С 1983 по 1986 год работал в Астраханском государственном педагогическом институте им. С. М. Кирова ассистентом кафедры философии.
С 1986 по 1988 был аспирантом в Саратовском государственном университете. В 1988 году защитил диссертацию на соискание учёной степени кандидата философских наук по теме «Развитие социальной активности рабочих в процессе социалистической организации труда».
С 1988 по 1990 год работал ассистентом, старшим преподавателем Астраханского государственного педагогического института им. С. М. Кирова, с 1990 по 1993 год — заведующим кафедрой философии и кафедрой социально-политической теории института, с 1992 года — доцент кафедры истории и политологии Астраханского педагогического института. В 1992—1993 годах работал в представительстве президента РФ в Астраханской области специалистом-экспертом.
В 1993 году избран депутатом Государственной Думы Федерального Собрания Российской Федерации I созыва от Астраханского одномандатного округа № 62, входил в комитет по вопросам местного самоуправления.
С 1996 по 1997 год работал в администрации Астраханской области в должности заместителя главы администрации. В 1997 году был избран депутатом Астраханского областного Представительного Собрания. С 1999 по 2005 год работал уполномоченным по правам человека в Астраханской области. С 2005 по 2006 год — депутат Думы Астраханской области третьего созыва. В 2006 избран депутатом Думы Астраханской области четвёртого созыва.
С 2008 по 2013 год работал в должности главы муниципального образования «Харабалинский район». С 2013 по 2014 год работал в администрации города Астрахань в должности вице-мэра.
В 2018 году работал начальником управления по внутренней политике, заместителем руководителя администрации губернатора Астраханской области. Член партии «Единая Россия».